# دكتور دوليتل 2
دكتور دوليتل 2 (بالإنجليزية: Doctor Dolittle 2)‏ هو فيلم أمريكي للمخرج ستيف كار، صدر عام 2001 وهو مستوحى من الشخصية التي ابتكرها هيو لوفتينج .
يتبع هذا العمل فيلم دكتور دوليتل ( 1998 ) ضمن سلسلة ضمت لاحقا دكتور دوليتل 3 ( 2006 ) ودكتور دوليتل 4 ( 2007 ) ودكتور دوليتل 5 ( 2009 ).

## الملخص
يشعر جون دوليتل بالإرهاق لأنه يعتني بالبشر وكذلك بالحيوانات. وبينما كان يستعد لأخذ إجازة، كانت الحيوانات بحاجة إليه لإنقاذ الغابة من القطع. سيحاول جون بعد ذلك إعادة دب للعيش في البرية، وهو الأمر الذي لن يكون سهلاً.

## تواريخ الظهور في السينما
- الولايات المتحدة : 19 يونيو 2001
- فنزويلا : 20 يونيو 2001
- بوليفيا : 21 يونيو 2001
- المكسيك : 21 يونيو 2001
- سنغافورة : 21 يونيو 2001
- كولومبيا : 22 يونيو 2001
- كوستاريكا : 22 يونيو 2001
- الولايات المتحدة : 22 يونيو 2001
- هندوراس : 22 يونيو 2001
- آيسلندا : 22 يونيو 2001
- بنما : 22 يونيو 2001
- كيبك : 22 يونيو 2001
- الأرجنتين : 28 يونيو 2001
- تشيلي : 28 يونيو 2001
- إسرائيل : 28 يونيو 2001
- السلفادور : 29 يونيو 2001
- غواتيمالا : 30 يونيو 2001
- الفلبين : 4 يوليو 2001
- أستراليا : 5 يوليو 2001
- نيوزيلندا : 5 يوليو 2001
- بيرو : 5 يوليو 2001
- تايلاند : 5 يوليو 2001
- تايوان : 7 يوليو 2001
- السويد : 11 يوليو 2001
- ماليزيا : 12 يوليو 2001
- البرازيل : 13 يوليو 2001
- مملكة الدنمارك (دولة) : 13 يوليو 2001
- النرويج : 13 يوليو 2001
- بلجيكا : 18 يوليو 2001
- سويسرا : 18 يوليو 2001
- فنلندا : 20 يوليو 2001
- اليابان : 21 يوليو 2001
- روماندي : 25 يوليو 2001
- مملكة هولندا : 26 يوليو 2001
- البرتغال : 26 يوليو 2001
- جمهورية أيرلندا : 27 يوليو 2001
- البرتغال : 27 يوليو 2001
- المملكة المتحدة : 27 يوليو 2001
- فرنسا : 1 أغسطس 2001
- سويسرا الناطقة بالألمانية : 2 أغسطس 2001
- بولندا : 3 أغسطس 2001
- ألمانيا : 9 أغسطس 2001
- النمسا : 10 أغسطس 2001
- إسبانيا : 10 أغسطس 2001
- جمهورية التشيك : 16 أغسطس 2001
- المجر : 16 أغسطس 2001
- إيطاليا : 24 أغسطس 2001
- كانتون تيسينو : 24 أغسطس 2001
- تركيا : 31 أغسطس 2001
- مصر : 5 سبتمبر 2001
- الأوروغواي : 14 سبتمبر 2001
- كوريا الجنوبية : 15 سبتمبر 2001
- إندونيسيا : 16 سبتمبر 2001
- بلغاريا : 22 سبتمبر 2001
- رومانيا : 12 أكتوبر 2001
- الكويت : 17 أكتوبر 2001
- إستونيا : 19 أكتوبر 2001
- كازاخستان : 19 أكتوبر 2001
- روسيا : 24 أكتوبر 2001
- الهند : 9 نوفمبر 2001
- الكاميرون : 7 ديسمبر 2001
- اليونان : 14 ديسمبر 2001

### الجوائز
2001
- جوائز الإعلام البيئي : EMA Award لأحسن فيلم طويل.

2002
- جوائز اتحاد بث الموسيقى للأفلام والتلفاز : Prix BMI أحسن موسيقى لفيلم من نصيب David Newman
- Genesis Awards : Genesis Award أحسن فيلم طويل.

### الترشيحات
2002
- جوائز بي إي تي : أحسن ممثل Eddie Murphy
- جائزة اختيار أطفال نكلوديون :
  - فيلم مفضل
  - ممثل مفضل : Eddie Murphy
  - ممثلة مفضلة : Raven-Symoné
- جوائز الجمعية الوطنية للنهوض بالملونين :
  - أحسن ممثلة شابة : Kyla Pratt
  - أحسن ممثلة شابة :: Raven-Symoné

## الملاحق
- دكتور دوليتل ، سلسلة روايات كتبها ورسمها المؤلف الإنجليزي هيو لوفتينج
- الطبيب المسرف دوليتل ( Doctor Dolittle )، فيلم أمريكي من إخراج ريتشارد فلايشر ، صدر عام 1967.
- دكتور دوليتل ( Doctor Dolittle )، فيلم أمريكي من إخراج بيتي توماس ، صدر عام 1998.
- دكتور دوليتل 2 ( Doctor Dolittle 2 )، فيلم أمريكي من إخراج ستيف كار ، صدر عام 2001.
- دكتور دوليتل 3 ( Doctor Dolittle 3 ) فيلم أمريكي كندي من إخراج ريتش ثورن، صدر عام 2006.
- دكتور دوليتل 4 ( Dr. Dolittle: Tail to the Chief )، فيلم أمريكي كندي من إخراج كريج شابيرو، صدر عام 2008.
- دكتور دوليتل 5 ( Dr. Dolittle: Million Dollar Mutts ) فيلم أمريكي كندي ، من إخراج أليكس زام ، صدر عام 2009.
- رحلة دكتور دوليتل ( Dolittle ) فيلم أمريكي من إخراج ستيفن جاغان ، صدر عام 2020.

### روابط خارجية
- دكتور دوليتل 2 على موقع IMDb (الإنجليزية)
- دكتور دوليتل 2 على موقع ميتاكريتيك (الإنجليزية)
- دكتور دوليتل 2 على موقع روتن توميتوز (الإنجليزية)
- دكتور دوليتل 2 على موقع نتفليكس (الإنجليزية)
- دكتور دوليتل 2 على موقع قاعدة بيانات الأفلام العربية
- دكتور دوليتل 2 على موقع ألو سيني (الفرنسية)
- دكتور دوليتل 2 على موقع Turner Classic Movies (الإنجليزية)
- دكتور دوليتل 2 على موقع أول موفي (الإنجليزية)
- دكتور دوليتل 2 على موقع بوكس أوفيس موجو (الإنجليزية)
- دكتور دوليتل 2 على موقع فيلمافينيتي (الإسبانية)